# Palácio dos Marqueses de Angeja
O Palácio dos Marqueses de Angeja, ou Palácio do Marquês de Angeja, situa-se na freguesia portuguesa de Belém, no município de Lisboa, mais precisamente na Rua da Junqueira e no Largo do Marquês de Angeja.
Foi edificado entre o século XVII e o século XVIII. Como o próprio nome indica, este palácio foi pertence dos Marqueses de Angeja, tendo mais tarde pertencido aos Condes de Lavradio.
Tem um estilo seiscentista e a capela, do século XVIII revela um estilo neoclássico.
Para além deste edifício em Belém, existe um outro palácio dos Marqueses de Angeja na Estrada do Paço do Lumiar onde está instalado desde 1976 o Museu Nacional do Traje.